# Ронг
Ронг (кхмер. កោះរ៉ុង) — второй по величине остров Камбоджи, расположенный в Сиамском заливе в 25 километрах от курортного города Сиануквиль. Название острова скорее всего происходит от слова кхмер. រូង (Рунг — пещера, туннель). Однако некоторые местные жители утверждают, что Ронг — это имя исторического персонажа. Также название могло произойти от старого кхмерского слова Ронг, обозначающего убежище. Таким образом название острова можно перевести, как «Остров — убежище».
Ронг относится к провинции Преасианук. Остров имеет площадь около 78 км² и 43 из 61 км его береговой линии является пляжами. В последние годы все больше иностранцев приезжают на Ронг, который располагает отелями разного уровня и ценовой политики. Деревня Кох Туть в юго-восточной части острова является пунктом прибытия туристов. По расчетам властей остров должен превратиться в туристический центр, однако этому мешает полное отсутствие базовой инфраструктуры. Море является единственным способом, с помощью которого можно добраться до разбросанных по всему острову поселений и пляжей.
Для ускорения развития Ронга правительство Камбоджи передало остров консорциуму The Royal Group в аренду сроком на 99 лет. В 2008 году были анонсированы планы по строительству «первого экологического курорта в Азии».
Неподалеку от пляжа «Сок Сан», расположенного в западной части острова, проходили съемки одного из сезонов французской версии реалити-шоу «Последний герой».

## География
Ронг является самым большим из островов у побережья Кампонгсаома. Он простирается с юго-востока на северо-запад, имеет вытянутую форму и занимает площадь в 78 км². Рельеф острова преимущественно холмистый. Наивысшая точка — 317 метров расположена на северо-западе острова. Подобная местность обеспечивает водой многочисленные ручьи и реки, а также несколько водопадов. Остров практически полностью покрыт джунглями. На Кох Ронге расположено 23 пляжа разной длины и окраски песка — от белого (преимущественно), до бежевого и даже розового. Длина всех пляжей острова составляет 43 километра. Пляжи отделены друг от друга утесами, которые придают острову живописные виды. Южное побережье острова, благодаря воздействию открытого океана и неблагоприятных погодных условий во влажный сезон является самым живописным, но наименее развитым. В то время как восточное побережье, которое обращено в сторону «большой земли» менее холмистое, располагает широкими бухтами и длинными пляжами. Прибрежные рифы являются домом для разнообразной морской фауны. Центр острова представляет собой плато, соединяющее два горных массива на юго-востоке и северо-западе.
Хотя большую часть поверхности острова по-прежнему покрыта влажными лесами, незаконные вырубки оставили свой серьезный след. Все реже в джунглях встречаются старые и медленно растущие лиственные деревья, многие эндемики исчезли. Основными растениями на острове являются кокосовые и масличные пальмы, особенно на побережье и в долинах.
В непосредственной близости от Ронга на юго-востоке расположен остров Кох Туть, на северо-востоке расположены два острова-близнеца Кох Бонг Пун (или Кох Сонг Са). На юге через пролив располагается остров Кон, а за ним — остров Ронгсамлем. Эти пять островов образуют административный район Кох Ронг и входят в 5-ю коммуну округа Миттакфип провинции Преасианук.

## История
Кох Ронг заселен сравнительно недавно. До 1975 года на острове не было постоянных поселений. С 1975 по 1979 годы во время режима «красных кхмеров» остров был необитаем. На самом острове и рядом с ним была запрещена любая промысловая деятельность. С 1979 по 2000 годы остров был закрыт для людей и находился под управлением Королевского военно-морского флота Камбоджи. Лишь в 2000 году на острове появились первые деревни.
Начиная с 2000 года основным государственным органом, осуществляющим контроль за водными ресурсами является Департамент рыбного хозяйства Камбоджи, который тесно сотрудничает с органами самоуправления, представителями общин, местными рыбаками и неправительственными организациями.

## Поселения и инфраструктура
На острове расположены 4 деревни: Кох Туть в юго-восточной части острова, Преа Свай и Доем Дкеу — на севере и северо-востоке и Сок Сан — на северо-западе острова. Подавляющее большинство населения острова (около 70 %) живут за счет рыбалки, остальные занимаются сельским хозяйством. В последнее время все больше людей заняты в быстро растущем туристическом секторе. Наиболее развитая в этом плане деревня Кох Туть, где число отелей превышает число деревенских домов.
На острове отсутствует дорожная сеть. Большинство проселочных дорог, уходящих от побережья вглубь острова вырублены браконьерами и заканчиваются тупиками. Центральная часть острова не заселена, так как основные поселения и туристические центры расположены на побережье. Единственный транспорт на Ронге — водный. Местные жители и туристы могут добраться от Сиануквиля до острова на скоростных паромах, которые постоянно функционируют с 2014 года.
В планах по развитию острова было строительство крупной дорожной сети и международного аэропорта, однако китайские инвесторы вышли из проекта, после чего и сам проект остался в подвешенном состоянии. В настоящий момент Министерство туризма Камбоджи выражает недовольство темпами развития острова, поскольку туризм является важной составляющей бюджета региона.
В 2012 году Кох Ронг был подключен к интернету. Компания The Royal Group соединила остров с материком оптоволокном, проложив 30 км кабеля по дну Сиамского залива. В настоящий момент это является единственным инфраструктурным проектом, осуществленным на острове.

## Смерть на пляже
В 2013 году остров Ронг приобрел печальную известность тем, что во время съемок французской версии реалити-шоу «Последний герой» погиб один из его участников. В первый день съемок 25-летний Жеральд Бабин почувствовал себя плохо после участия в состязании по перетягиванию каната. Врач, работавший на месте установил у молодого человека проблемы с сердцем и настоял на немедленной госпитализации. Бабина отправили на вертолете в ближайшую клинику. По дороге у него несколько раз останавливалось сердце, а к моменту прибытия в больницу молодой человек был уже мертв. Руководство канала TF1 приняло решение остановить съемки и отменить выход сезона на экраны телевизоров.